# Коркишко, Виктор Григорьевич
Коркишко, Виктор Григорьевич (27 июля 1954, г. Кишинёв, Молдавская ССР — 15 февраля 2005, пос. Приморский, Хасанский р-н, Приморский край, Россия) — учёный-биолог, натуралист, исследователь дальневосточного леопарда, природозащитник. Директор заповедника «Кедровая Падь» в 1991—2001 гг.

## Биография
Директор заповедника «Кедровая Падь» в 1991—2001 гг., где сохраняются уникальные участки дикой природы Южного Приморья. Когда в конце 2004 года заповедник «Кедровая Падь» получил международный статус биосферного резервата, он сказал: «Ради этого стоило жить».
Большую часть жизни Виктор Коркишко посвятил дальневосточной тайге, он жил и работал в заповеднике «Кедровая Падь», почти 30 лет изучал тайгу, понимал беды и заботы её обитателей, знал сложную и в то же время интересную заповедную жизнь.
Помимо научных публикаций, без претензий на звание писателя, он написал множество рассказов о животных и тайге, предназначенных любителям природы. В этих рассказах отражена увлекательная и богатая приключениями жизнь учёного и природоохранного деятеля. Их можно отнести к этакому жанру экологического триллера.
В конце 70-х годов прошлого столетия он приехал в свой первый отпуск из заповедника «Кедровая Падь» на родину в Молдавию и с удовольствием выступил на заседании студенческого научного общества в родном Кишинёвском (ныне Молдавском) университете. Рассказал о своей работе, показал слайды, чем вызвал живой интерес у студентов. Один из них, Виктор Лукаревский, настолько заразился этой тематикой, что впоследствии стал прекрасным учёным, детально исследовал переднеазиатский подвид леопарда.
Кстати, из трёх специалистов по леопарду в бывшем СССР два — из Кишинёвского университета.

### Выбор профессии
С раннего детства Виктор обратил пристальное внимание на животный мир вокруг себя, а при посещении Киевского зоопарка был сильно впечатлён огромным гривастым львом. Возможно, тогда и возникла у него страсть к крупным кошкам.
С возрастом его любовь к животным только росла. Он спасал брошенных котят, щенят, у него дома жили ёжики, покалеченные вороны, жабы, ужи, черепахи. Родители относились к этому увлечению терпеливо и никогда не выбрасывали животных, даже когда квартира напоминала зверинец. Летом семья жила за городом, рядом с прекрасным небольшим прудом, заросшим оврагом и примыкающим к нему лугом. Целыми днями мальчик бродил по окрестным зарослям и наблюдал за разными козявками.
Казалось, его выбор был предопределён. Но в юношеском возрасте верх взяла другая страсть. Отец Виктора был лётчиком, часто брал сына на тренировочные полёты. Тот сидел рядом с отцом в пилотской кабине, а когда они куда-нибудь летали обычным рейсом, отец обязательно водил сына в кабину к знакомому экипажу, и тот с восторгом наблюдал за работой лётчиков, казавшихся ему, как и отец, суперменами.
Естественно, в мальчике росла мечта стать лётчиком. Но когда до окончания школы оставалось всего ничего и нужно было решать, на какие предметы обратить особое внимание, отец посоветовал ему сначала пройти медкомиссию. Она-то и положила конец юным мечтам о небе. Окулист ему не дал добро. То же произошло и при получении медицинской справки для поступления на биофак. Но в этом случае окулиста удалось обхитрить. Так произошёл окончательный выбор в пользу биолого-почвенного факультета Кишинёвского государственного университета. Виктор попал в хорошую студенческую группу. В то время на биолого-почвенном факультете была кафедра зоологии, где знания передавали преподаватели разных поколений — Мыгды Садыкович Бурнашев, Валентин Леонидович Гримальский, Людмила Викторовна Чепурнова, Анатолий Гаврилович Поддубный, Мина Николаевич Лозан, Ион Ильич Дедю и др. Пять лет учёбы на зоолога и занятия в небольшой экспериментальной группе по специальности «Охрана природы», частые посещения заповедника «Кодры» для сбора материала, общение в студенческой среде дали результат. Диплом написал по теме «Охотничья фауна Молдавии», причём с природоохранным уклоном, рекомендуя сократить охоту на животных некоторых видов и предлагая меры к повышению их численности. Уже тогда Виктор был рисковым парнем, жившем на одном дыхании. Как-то во время студенческой практики по зоологии позвоночных, проходившей на косе лимана близ села Лебедёвка Одесской области, он решил сделать заплыв к вентерям, расположенным в открытом море где-то в километре от берега. Море было волнистым и его быстро потеряли из виду. На спасение были направлены несколько рыбацких баркасов, но в море его не нашли. Позднее он приплыл сам, весь синий от холода и усталости. Будучи сыном молдаванки и украинца, по бесшабашному характеру и готовности рисковать он скорее походил на русского.

### Выбор места работы
Тогда, в СССР в 1976 году, существовала система обязательного распределения выпускников вузов, причём чаще всего мнение вчерашнего студента в расчёт не принималось. С биофака Кишинёвского (ныне Молдавского) университета почти всех направляли в школы учителями. Виктор же мечтал уехать в какой-нибудь дальневосточный заповедник.
В его университете это был первый выпуск по данной специальности. Декан и заведующий кафедрой зоологии пошли выпускнику навстречу и дали право найти самому место работы. Виктор воспользовался справочником по заповедникам и написал письма сразу в несколько мест. Получил несколько стандартных отказов и с большим опозданием положительный ответ из заповедника «Кедровая Падь»: «Приглашаетесь на переговоры по поводу вашего трудоустройства».
В заповедник он приехал уже в начале 1977 года, быстро освоился, сжился с уссурийской тайгой, полюбил её преданно, вдохновенно и бескорыстно. В заповеднике осуществилась мечта его студенческих лет — следы леопардов, тигров, медведей можно было встретить в сотнях метров от домашнего очага или конторы заповедника. Множество российских и зарубежных гостей (Виктор неплохо владел английским языком), посещавших заповедник, ходили с ним по заповедной тропе, слушая яркие эпизоды из жизни замечательного натуралиста и природолюба. Рассказы Виктора были неиссякаемы, в каждом ощущалась беззаветная и преданная любовь к природе. Он знал жизнь всех без исключения обитателей «Кедровой Пади», и не только братьев наших меньших, но и людей, так или иначе связавших свою судьбу с заповедной землёй.
Для него не составило труда овладеть тонкостями дальневосточного следопытства, когда на одних и тех же хребтах можно встретить следы тигров, леопардов и рысей, пятнистых оленей, изюбрей и кабарги. Тяжёлая полевая работа, которой, казалось, не было конца, не смущала Виктора. Он часто спал в охотничьих избушках или в экспедиционных машинах, в тесноте и неуюте, порой и в потайных браконьерских землянках, кишащих грызунами, а то и прямо на снегу.
За сохранность заповедной природы он воевал на всех фронтах: от борьбы с лесными пожарами на границах заповедника до выступления на официальной трибуне Генеральной Ассамблеи Международного союза по охране природы (МСОП) (Буэнос-Айрес, 1994), где он делал доклад о необходимости сохранения дальневосточного леопарда.
Будучи студентом, а затем молодым сотрудником заповедника, Виктор страстно увлекался фотографией. И было это не просто любительское увлечение. Его снимки в те времена украшали страницы престижных приморских альбомов, были узнаваемы, отличались умением видеть необычное в том, мимо чего другие таёжники проходили, не моргнув глазом…

### Полевое крещение в заповеднике
В одном из первых своих обходов заповедника Виктор Коркишко заплутал на свежевыпавшем снегу и не смог дотемна выйти к избушке — зимовью. Фонарик окончательно подсел и он в полутьме наткнулся на крупное животное, которое встало с лёжки. Вот как описал Виктор эту встречу в своём полевом дневнике у ночного костра 19 марта 1977 года:
«Животное издало глухой, внутриутробный, густой рык. Не грозный, но предупреждающий. Такой, про который говорят „леденящий душу“. Зверь сделал несколько шагов в мою сторону и опять зарычал. Волосы у меня встали дыбом, внутри похолодело. В первое мгновение было огромнейшее желание бежать. Но я сдержался, попятился на лёд и пошёл по реке вниз по течению. Пошёл довольно быстро. Леопард или тигр (я не знал точно, кто это был) тоже вышел на русло и двинулся за мной.»
Животное преследовало его довольно долго и кружило вокруг него почти всю ночь. До утра он так и не знал, кто его преследует.
Далее он записал:
«События сегодняшней ночи заставляют меня срочно описать то, что сейчас происходит со мной. Потому что если ОН сожрёт меня, то никто не узнает, как это было, а если не сожрёт, то завтра впечатления будут уже не те, что сейчас.
Уже час ночи, я немного успокоился, сижу и поддерживаю огонь в костре…»
Утром он узнал своего преследователя:
«Я осмотрел все вокруг. В 40-50 метрах от костра была выбита кольцевая тропа: леопард (это был он, а не тигр) всю ночь бродил вокруг меня. Я направился по своим следам, чтобы понять, как произошла наша встреча. Оказалось, что вчера в темноте я забрёл на километр выше избушки. Но что делал там леопард, узнать не удалось. Остатков его добычи, как ни старался, не нашёл…
Так состоялось моё полевое крещение, моя первая встреча со зверем, изучению которого я посвятил 28 лет.»

### Последнее пристанище
Слишком рано Виктор Коркишко ушёл из жизни, многое из запланированного не успел сделать. Но, замечательный знаток и неутомимый борец за сохранность дикой природы уссурийской тайги, он оставил за собой яркий след — и в науке, и в наших душах.
Похоронен Виктор в тех же заповедных краях, которым отдал лучшие годы своей жизни, недалеко от центральной усадьбы заповедника.

## Основной предмет изучения —дальневосточный леопарди его сохранение
В течение почти 20 лет Виктор был одним из главных организаторов учётов леопарда, ибо никто не знал лучше южную часть ареала этого зверя, включающую территории заповедника «Кедровая Падь» и заказника «Барсовый». Информация, собранная Виктором, была абсолютно достоверна. Данные о численности хищников, половозрастные характеристики их популяций, распределение по территории — все эти сведения позволили разработать рекомендации для сохранения леопарда.
С ним было непросто во время научных дискуссий, конференций, разработок стратегий. Он не умел и не хотел вдаваться в тонкости международного политеса, не желал улавливать мотивы поведения «иностранных союзников». Многим, более дипломатичным коллегам, он мешал в достижении консенсуса. Но с ним приходилось считаться. Потому что все остальные были гастролёрами на Земле Леопарда. А Виктор Коркишко жил вместе с леопардом, каждый день ходил с ним одной тропой, пил воду из одного ключа — и потому, как никто другой, испытывал личную ответственность за каждое решение «кошачьего сообщества» учёных людей.
Дмитрий Пикунов сказал: «Ни с кем другим мы не ругались так часто. Ни с кем другим не было столь жёстких и бескомпромиссных споров. Никто другой так часто не раздражал своим упрямством в отстаивании собственной научной точки зрения. И не хватать нам его будет теперь как никого другого…».
У леопарда на Дальнем Востоке, по большому счету, три врага.
Первый враг пятнистой кошки — безжалостный, изобретательный и хорошо оснащенный браконьер. Браконьер в Приморском крае не испытывает никаких моральных угрызений совести по поводу того, что убийство правильно и неправильно. Вы можете убить кого угодно, если это принесёт немного денег. А у браконьера на юге Приморского края, в отличие от коренных жителей региона, нет моральных табу. Вовсе нет! Ни самка с молодым, ни находящееся в стрессе животное не имеет никаких гарантий, что такой человек не будет их преследовать. Ему было все равно, что животное находится в списке исчезающих видов. Также он не ограничивает себя в выборе инструментов для охоты. Все есть вариант: собаки, хитрые силки, самодельное ружье и многое другое!
Рука об руку с безжалостным, изобретательным браконьером идёт алчный и беспринципный китайский покупатель. Эти двое находятся в постоянном контакте.
Даже когда есть лишь слабая надежда на спрос, китайский покупатель подталкивает российского браконьера, толкает его: «… пошли, пошли …»
Ряд предложенных Виктором Григорьевичем мер по охране дальневосточного леопарда воплотилась в жизнь.
Создан национальный парк «Земля леопарда», куда вошли заповедник «Кедровая Падь», заказник «Барсовый» и прилегающие территории. Необходимо отметить, что в этот парк не попали очень важные для сохранения леопарда участки, из-за чего Виктор постоянно ругался с администрацией края, особенно с его охотничьим управлением.
Изучение дальневосточного леопарда различными методами
Основными способами изучения крупных кошачьих в природе являются:
- Тропление — наиболее ранний способ. Суть метода заключается в прохождении в зимнее время по следам и тропам тигра с целью установления численности и динамики популяции, возрастного и полового состава, репродуктивной способности. Для идентификации принадлежности отпечатков той или иной особи используется методика, основанная на возрастной разнице размеров отпечатка плантарной мозоли, путём измерения её ширины.

- Радиотрекинг — слежение за местоположением и перемещениями животных при помощи радиоошейника. Впервые этот метод был применен в заповеднике «Кедровая Падь» в 1993 году.

- Трекинг с помощью GPS-передатчиков. Сравнительно недавно на замену радиоошейникам пришли ошейники с GPS-передатчиком.

- Фотоловушки. В местах передвижения животных устанавливаются фотоаппараты, которые с помощью инфракрасного датчика срабатывают на движение проходящих мимо животных. Камеры обычно ставят попарно. Данный метод позволяет идентифицировать отдельные особи, установить численность и плотность популяции. Начало этого метода было положено в заповеднике «Кедровая Падь» Ю. Б. Шибневым — другом Виктора Григорьевича и прекрасным фотографом и натуралистом с которым они вместе проработали около 30 лет.

В случаях радиотрекинга и трекинга с помощью GPS-передатчиков, для установки ошейников с передатчиками, животных предварительно ловят. В местах, где леопард появляется наиболее часто, на дереве устанавливают специальную петлю из стального троса. На дереве оставляют приманку из валерианы. Когда леопард проходит мимо, его лапа попадают в петлю, которая затягивается, а передатчик, связанный с петлёй специальной леской, отправляет соответствующий сигнал о срабатывании ловушки.
Отлов леопардов с целью их дальнейшего мечения ошейниками всегда сопряжён с вероятностью покалечить животное, поэтому Виктор был против этих методов. Из-за этого часто ругался с иностранными специалистами, которые не стеснялись в бюджете и настаивали именно на радиомечении леопардов. Виктор настолько хорошо знал дальневосточных леопардов, что данные, полученные методом тропления практически полностью были подтверждены данными радиотрекинга. Схемы взаиморасположения индивидуальных участков обитания, сделанные Виктором по данным троплений, были подтверждены позже методом радиотрекинга.

## Международное сотрудничество Виктора Коркишко
Вместе с американскими коллегами он овладел современными методами изучения экологии животных — радиоиндикацией отдельных особей леопардов, тигров и медведей. Знания Виктора о поведении хищников, которые он получил при изучении животных по следам, помогали ему и в радиослежении: он мог правильно определить намерения зверя.

## Научные труды
Кандидатская диссертация Виктора была, естественно, посвящена дальневосточному леопарду. Вскоре исполнилось и пожелание Г. Ф. Бромлея — была подготовлена и издана книга «Леопард Дальнего Востока» в соавторстве с Дмитрием Пикуновым.
Как пишет Василий Солкин, учредитель и редактор журнала «Зов тайги», постоянно принимавший участие в учётах численности леопарда по белотропу: «Виктор Коркишко (точнее, созданный им Фонд дальневосточного леопарда) был первым учредителем газеты „Зов тайги“, которая далеко не сразу превратилась в цветной журнал. И не только учредителем. Его „светские хроники“ — заметки о жизни помеченной радиоошейником леопардессы Светы — очень полюбились и нам, и читателям.
В нашей разношёрстной и разновозрастной команде полевых биологов он был единственным, кто никогда не брал в маршрут оружие. Лишь однажды было исключение. После того знаменитого на весь мир случая, когда Виктору пришлось „танцевать вальс“ один на один с тигром. На следующий день он сходил в маршрут с ружьём. Только один раз…».

### Список научных трудов Виктора Коркишко
1. Коркишко В. Г. Экологические особенности и поведение дальневосточного леопарда: диссертация…кандидата биологических наук: 03.00.16 — Владивосток, 1986. 204 с.
2. Пикунов Д. Г., В. Г. Коркишко. Леопард Дальнего Востока. М.: Наука, 1992. 189 с.
3. Пикунов Д. Г., Коркишко В. Г. Современное распределение и численность леопарда (Panthera pardus) на Дальнем Востоке СССР//Зоол. журн., 1985 Т. 164, вып. 6 С. 897—905.
4. Пикунов Д. Г., Коркишко В. Г., Щетинин В. И. Вероятность обитания леопарда (Panthera pardus orientalis) на восточных склонах Сихотэ-Алиня // Териологические исследования на юге Дальнего Востока. Владивосток, 1989 С. 125—131.
5. Абрамов В. К., Пикунов Д. Г., Коркишко В. Г. Дальневосточный леопард и проблемы его сохранения в фауне мира // // XXI Congress of game biologists, Halifax, Nova Seotia, 1993.С. 70-73.
6. Абрамов В. К., Пикунов Д. Г., Коркишко В. Г. Дальневосточный леопард и проблемы его сохранения в фауне мира // Природоохранные территории и акватории Дальнего Востока и проблема сохранения биологического разнообразия: Материалы второй научной конференции Уссурийского заповедника. Владивосток. 1994 С.95—98.
7. Korkishko V., Pikunov D., Nikolaev I. Amur tiger and leopard habitat in China // Cat News. IUCN. Switzerland, 1995. № 23. P. 6-7.
8. Огастин Дж., Микелл Д., Коркишко В. Г. Предварительные результаты экологиче ского проекта по дальневосточному леопарду: предложения по сохранению и управлению // Зов тайги, 1996. № 4.
9. Пикунов Д. Г., Абрамов В. К., Коркишко В. Г., Арамилев В. В., Аржанова Т. Д., Каракин В. П., Фоменко П. В., Юдин В. Г., Лукаревский В. С., Николаев И. Г. Стратегия сохранениядальневосточного леопарда в России. Москва; Владивосток, 1999. 32 с.
10. Матюшкин Е. Н., Пикунов Д. Г., Дунишенко Ю. М., Микуэлл Д. Г., Николаев И. Г., Смирнов Е. Н., Салькина Г. П., Абрамов В. К., Базыльников В. И., Юдин В. Г., Коркишко В. Г. Ареал и численность амурского тигра на Дальнем Востоке России в середине 90-х годов // Редкие виды млекопитающих России и сопредельных территорий. М., 1999.С. 242—271.
11. Пикунов Д. Г., Абрамов В. К., Коркишко В. Г. и др. 2000. Фронтальный учёт дальневосточного леопарда и амурского тигра на югозападе Приморского края. Владивосток.
12. Пикунов Д. Г., Абрамов В. К., Коркишко В. Г., Николаев И. Г. 2001. Анализ состояния популяции дальневосточного леопарда на югозападном участке ареала Дальнего Востока России в 2001 г. // Материалы конференции по сохранению дальневосточ ного леопарда в дикой природе. — Владивосток. С. 29-32.
13. Пикунов Д. Г., Микелл Д. Г., Абрамов В. К., Николаев И. Г., Серёдкин И. В., Мурзин А. А., Коркишко В. Г. Результаты исследования популяций дальневосточного леопарда (Panthera pardus orientalis) и амурского тигра (Panthera tigris altaica) на юго-западе Приморского края, Дальний Восток России, февраль 2003 года. Владивосток, 2003. 62 с.
14. Пикунов Д. Г., Микелл Д. Г., Серёдкин И. В., Абрамов В. К., Николаев И. Г., Коркишко В. Г., Мурзин А. А., 2004. Состояние популяций дальневосточного леопарда и амурского тигра на юго-западе Приморского края по результатам исследования в феврале 2003 г. // Сибирская зоологическая конференция. Тезисы докладов. Новосибирск. С. 168—169.
15. Miquelle D.G., Pikunov D.G., Dunishenko Y.M., Aramilev V.V., Nikolaev I.G., Abramov V.K., Smirnov E.N., Salkina G.P., Seryodkin I.V., Gaponov V.V., Fomenko P.V., Litvinov M.N., Kostyria A.V., Yudin V.G., Korkisko V.G., Murzin A.A. 2005 Amur Tiger Census // Cat News. 2007. V. 46. P. 14-16.
16. Коркишко В. Г. К 90-летию заповедника «Кедровая Падь». Растительный и животный мир заповедника «Кедровая Падь». Владивосток: Дальнаука. 2006. С. 5-9.
17. Коркишко В. Г. Из страны леопарда — с любовью: Рассказы об обитателях уссурийской тайги. — М.: «Р. Валент», 2007. — 104 с. ISBN 978-5-93439-222-3
Помимо научных трудов, Виктор писал также короткие рассказы о животных, с которыми встречался, которым помогал и к которым был неравнодушен. В одном из таких рассказов описывается уникальная встреча автора с амурским тигром «лицом к лицу».

## Память
В память о Викторе Коркишко ученые энтомологи и гидробиологи Биолого-почвенного института (г. Владивосток) назвали новые для науки виды, обнаруженные в заповеднике Кедровая Падь: Ustinepidosis korkishkoi Fedotova et Sidorenko, sp. n., Bryophaenocladius korkishkoi Makarchenko et Makarchenko, sp. n., Pseudocrangonyx korkishkoorum Sidorov sp. n..
Также памяти Виктора Коркишко посвящена книга «Растительный и животный мир заповедника „Кедровая Падь“», где собраны статьи по фауне и флоре заповедника, основанные преимущественно на результатах многолетних исследований сотрудников заповедника и Биолого-почвенного института ДВО РАН.

## Дополнительные ссылки
- 1. Fedotova Z.A., Sidorenko V.S. New species of gall midges of the subfamily Porricondylinae from the Russian Far East (Diptera, Ceridomyladae) // International Journal of Dipterological Research. 2005. Vol. 16, N 2. P. 89-127.
- 2. Макарченко Е. А., М. А. Макарченко. Хирономиды рода Bryophaenocladius Thienemann, 1934 (Diptera, Chironomidae, Orthocladiinae) Дальнего Востока России // Дальневосточный энтомолог, 2006. N 158. С. 1-24.
- 3. Сидоров Д. А. Новый вид бокоплава рода Pseudocrangonyx (Crustacea, Amphipoda, Pseudocrangonyctidae) из Приморья. Зоологический журнал,2006. Том: 85(12): 1486—1494.
- 5. Уникальное видео самой редкой на планете крупной кошки — дальневосточного леопарда. Снято известным корейским фотографом Чои Кисуном в нацпарке «Земля Леопарда» в Приморье